# Live & Backstage at Blare Fest. 2020
Live & Backstage at Blare Fest. 2020 è il quarto album dal vivo della band giapponese Coldrain. Registrato al Nagoya International Exhibition Hall (conosciuto anche come Port Messe) di Nagoya, in Giappone, il 1° e il 2 febbraio 2020, è stato prodotto da Jiei Mogi ed è stato pubblicato il 28 ottobre 2020.

## Descrizione
Il 4 novembre 2019 è stato annunciato che il concerto annuale "Blaredown Barriers" ospitato dalla band sarebbe stato convertito in un festival per la prima volta. L'evento viene rinominato in "Blare Fest", i primi gruppi annunciati che avrebbero suonato al festival sono: Crossfaith, Crystal Lake, SiM, The Word Alive e Fever 333.
Successivamente vengono annunciate altre band come: One OK Rock, Man with a Mission, Volumes, Crown the Empire e We Came as Romans.
Appena un mese dopo la conclusione del Blare Fest, l'insorgere della pandemia di COVID-19 ha costretto la maggior parte dei Paesi a misure di confinamento, incluso il Giappone. Ciò ha bloccato tutti i piani che la band aveva per il resto dell'anno, fu costretta a posticipare o cancellare tutti i concerti, incluso il loro concerto dal vivo alla Yokohama Arena. Insieme all'annuncio della cancellazione il 4 settembre 2020 hanno annunciato l'album live in DVD e Blu-ray Live & Backstage al Blare Fest. 2020.

## Tracce

### Giorno 1
1. Revolution – 3:43
2. Envy – 4:02
3. The Side Effects – 4:10
4. Fire in the Sky – 7:49
5. Persona – 3:29
6. F.T.T.T – 4:54
7. January 1st – 9:06
8. The Story – 5:18
9. Mayday (feat. Ryo Kinoshita di Crystal Lake) – 4:39
10. 24-7 (feat. Mah di SiM) – 5:31
11. The Revelation (feat. Kenta Koie di Crossfaith e Mitsu, Kana e Ikawaken di HEY-SMITH) – 13:31

Durata totale: 66:12

### Giorno 2
1. The Revelation – 4:37
2. Feed the Fire – 3:55
3. To Be Alive – 3:35
4. Coexist – 4:23
5. F.T.T.T – 8:38
6. Envy – 4:05
7. No Escape – 3:25
8. See You – 5:15
9. Revolution – 6:56
10. Final Destination – 6:35

Durata totale: 51:24

## Formazione
- Masato – voce
- Y.K.C. – chitarra solista
- Sugi – chitarra ritmica, voce secondaria
- RxYxO – basso, voce secondaria
- Katsuma – batteria

## Classifica
| Classifica (2020)                       | Posizione massima |
| --------------------------------------- | ----------------- |
| Album DVD giapponesi (Oricon)           | 6                 |
| Album DVD di musica giapponese (Oricon) | 3                 |
| Album Blu-ray giapponesi (Oricon)       | 20                |